# Mateusz Bernatek
Mateusz Lucjan Bernatek (Piotrków Trybunalski, 12 gennaio 1994) è un lottatore polacco, specializzato nella lotta greco-romana.

## Biografia

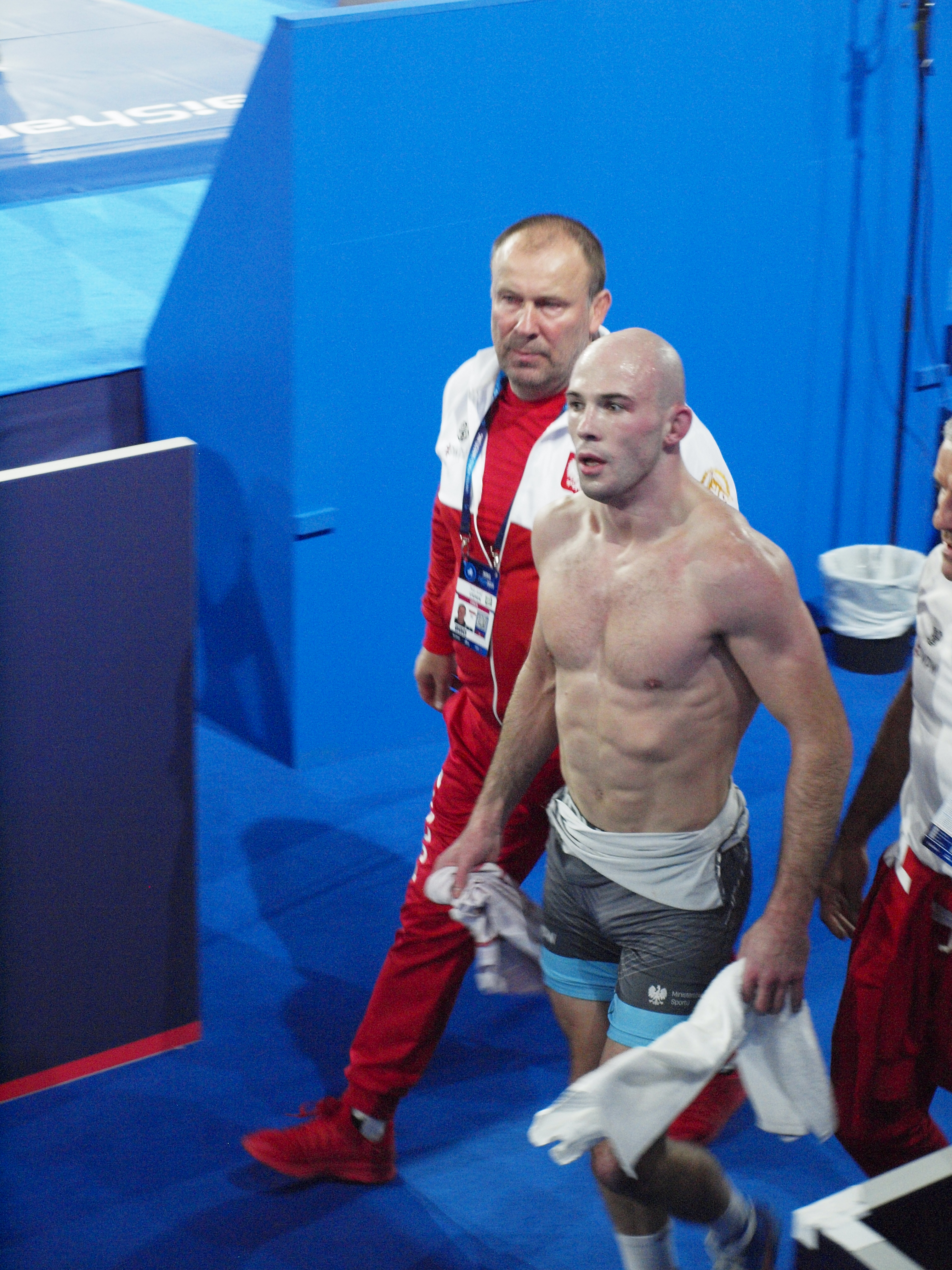
Mateusz Bernatek ai mondiali di Oslo 2021.

E' allenato da Henryk Grabovecki dal 2010.
Ha rappresentato la Polonia ai Giochi europei di Baku 2015, concludendo al 18º posto nei 66 chilogrammi, eliminato dallo svedese Frunze Harutunyan.
Ai mondiali di Parigi 2017 ha vinto la medaglia d'argento nel torneo della lotta greco-romana fino a 66 chilogrammi, perdendo in finale con il sudcoreano Ryu Han-su.
Ai Giochi europei di Minsk 2019 ha terminato al 9º posto nei 67 chilogrammi.
Ha vinto l'argento agli europei di Varsavia 2021, perdendo in finale contro il serbo Máté Nemeš.
Ai mondiali di Oslo 2021 si è classificato settimo, dopo essere stato eliminato al secondo turno dei ripescaggi dal turco Murat Fırat; era stato estromesso dal tabellone principale dal rappresentante della Federazione russa di lotta Nazir Abdullaev, vicecampione del torneo.

## Palmarès
- Mondiali

Parigi 2017: argento nei -66 kg;
- Europei

Varsavia 2021: argento nei -67 kg;